# Голема чешма (Левуново)
Големата чешма (изписване до 1945 година: Голѣмата чешма) е военен паметник чешма в светиврачкото село Левуново, България. Разположена е на площада на селото.
Построена е в 1916 година от по заповед на командира на Втора българска армия генерал Георги Тодоров, чийто щаб по време на Първата световна война е разположен в селото. Издигната е в памет на загиналите за освобождението на Македония български войници.
На чешмата е изписано „Втора армия 1916“, както и стиховете на Иван Вазов от „Новото гробище над Сливница“:
| „ | Българио, за тебе те умряха, една бе ти достойна зарад тях и само твойто име като мълвяха умираха без страх. | “ |

В юни 2011 година по инициатива на кметството и с помощта на Българската федерация по динамична стрелба и община Сандански чешмата паметник е обновена.
Паметникът е включен в Регистъра на военните паметници в България.